# 總務省
總務省（日语：／ Sōmu shō */?）是日本中央省廳之一，管轄行政（日常行政）、公務員、地方自治、選舉與政治資金、通訊傳播、郵政、以及其他構成國家基礎的諸制度，職責類似其他國家的內政部或民政部。
總務省的任務為，透過管理基本行政制度確保行政管理能全面及有效實施、實現地方自治本旨及確立民主政治基礎、形成自立的地域社會、國家與地方公共團體及地方公共團體與地方公共團體的連絡協調、確保資訊以電磁方式順暢流通、確保並增進無線電波的公平與高效使用、確保郵政事業能適當且確實的實施、迅速且適當的解決污染爭議、礦業、採石業或砂石業與一般公益或與各產業的調整、透過消防保護國民生命、身體及財產，以及非其他行政機關管轄之行政事務及法律（總務省設置法第3條）。

## 概要
因應在2001年中央省廳再編，把總務廳、郵政省及自治省統合而誕生。該省掌管行政組織、公務員制度、地方行政及財政、選舉、消防防災、通訊傳播（包含電子媒體監理，並主管日本放送協會）、郵政事業、統計等與國家基本結構有關的制度，與支持國民經濟及社會活動等的基本系統。該省擔當着廣泛關繫到國民生活基礎的行政機構角色。
總務省的職務，除了在內政面裡直接關繫到國民生活當中廣泛的範圍之外，同時為了擁有行政功能整體的管理，正傾向實現中曾根康弘及後藤田正晴等曾身為前任內務官僚的政治家長年慮月所期望的「內務省復活」。但是因為該省並非掌管作為原內務省權力來源的警察，而是掌管資訊傳遞的行政，故與原內務省有着很多的差異。
當初的英語名稱為「Ministry of Public Management, Home Affairs, Posts and Telecommunications」（直譯「公共管理、國內事務、郵政及通訊部」），但在2004年9月開始改為「Ministry of Internal Affairs and Communications」（直譯「內政及通訊部」）。改名理由除了是因為原來名稱過長及較難理解之外，亦因為作為一個組織有必要保持其一體性。另外從2005年4月1日起，為了彰顯該省理念及讓職員感到一體感，除了制定徽章之外，還敲定了「其實這裡也是總務省」（実はここにも、総務省）等宣傳標語。
在日本《國家行政組織法》內的省廳列表（別表第一）之中，總務省名列於各省之首位；而在閣僚名單中，原則上總務大臣也是跟隨隨內閣總理大臣之後。
總務省對全國地方自治體有強大的影響力。2013年（平成25年），都道府縣廳的部長級以上有43名（其中副知事10名）、次長等有12名、課長等有57名是總務省出身，市町村部長級以上有62名（其中副市長23名）、次長等有6名、課長等有18名是總務省出身。另外，全國都道府縣知事有14名是總務省出身。

## 沿革
- 1873年（明治6年）11月10日：成立內務省。
- 1885年（明治18年）12月22日：成立遞信省（第1次）。
- 1943年（昭和18年）11月1日：廢止遞信省（第1次）與鐵道省，成立運輸通信省。
- 1945年（昭和20年）5月19日：廢止運輸通信省，成立運輸省與遞信院（遞信院設於內閣）。
- 1946年（昭和21年）10月28日：成立行政調查部。
- 1946年（昭和21年）7月1日：廢止遞信院，成立遞信省（第2次）。
- 1947年（昭和22年）12月31日：廢止內務省。
- 1948年（昭和23年）1月1日：內事局成立。舊內務省地方局成為內事局官房自治課。舊內務省警保局消防課成為內事局第一局消防課。
- 1948年（昭和23年）1月7日：內事局官房自治課的地方財政相關組織與權限獨立為地方財政委員會（第1期）。原內務省地方局財政課職員轉屬地方財政委員會。
- 1948年（昭和23年）3月7日：廢除內事局，舊內事局官房自治課成立為總理廳官房自治課。
- 1948年（昭和23年）3月7日：實施消防組織法，國家公安委員會下設置國家消防廳。
- 1948年（昭和23年）7月1日：廢止行政調查部，改設行政管理廳。
- 1949年（昭和24年）6月1日：廢止遞信省（第2次），改設郵政省、電氣通信省。廢止地方財政委員會，成立地方自治廳。
- 1952年（昭和27年）8月1日：廢止地方自治廳，改設自治廳。電氣通信省併入郵政省。國家公安委員會下的國家消防廳改組為國家消防本部。
- 1960年（昭和35年）7月1日：廢止自治廳，改設自治省。國家消防本部改組為消防廳，成為自治省的外局。
- 1972年（昭和47年）7月1日：總理府外局公害等調整委員會成立（整合土地調整委員會與中央公害審查委員會）。
- 1984年（昭和59年）7月1日：廢止行政管理廳，設置總務廳。
- 2001年（平成13年）1月6日：中央省廳再編，自治省、總務廳、郵政省整合成立總務省。總務省管理外局消防廳、公害等調整委員會（原屬總理府）、郵政事業廳。管區行政監察局更名為管區行政評価局（日语：管区行政評価局）。
- 2003年（平成15年）4月1日：廢止郵政事業廳，成立日本郵政公社。
- 2007年（平成19年）10月1日：日本郵政公社解散，成立日本郵政株式會社及日本郵政集團四4社（郵便局株式會社、郵便事業株式會社、株式會社郵貯銀行、株式會社簡保生命保險）。
- 2008年（平成20年）4月1日：成立特別機關（日语：特別の機関）政治資金適正化委員會（日语：政治資金適正化委員会）。
- 2012年（平成24年）10月1日：因應郵政民營化審查法案，郵便局株式會社與郵便事業株式會社整合成立日本郵便株式會社。
- 2017年（平成29年）9月1日：情報通信國際戦略局改組為國際戰略局，情報通信政策課移交給情報流通行政局。
- 2018年（平成30年）7月20日：廢除政策統括官、設置網絡安全統括官（サイバーセキュリティ統括官）。

## 業務
- 對國家行政組織的制度及國家行政機構相關的行政評價
- 國家公務員制度及退休金制度
- 都道府縣及市町村等的地方自治制度
- 地方稅、地方交付稅等的地方財政制度
- 市町村合併、地方公務員人員編制及薪酬合理化等的地方行政改革
- 推政電子政府及電子自治體
- 籌劃統計制度的規劃、實施各種統計（國勢調查等）
- 國政選舉、地方選舉等選舉制度
- 政治資金制度、政黨補助制度
- 消防行政
- 監管有關郵政與郵政航班，及實施郵政事業民營化
- 籌劃與情報流通的全體政策有關的國際策略
- 對電波及頻率分配、廣播事業及ISP等的電子通訊事業監管等
- 對關繫到資訊內容流通及利用等的規劃籌劃及振興

## 組織

### 幹部
- 總務大臣（総務大臣） 1名
- 總務副大臣（総務副大臣） 2名
- 總務大臣政務官（総務大臣政務官） 3名
- 總務大臣補佐官（総務大臣補佐官） 1名
- 總務事務次官（総務事務次官）1名
- 總務審議官（総務審議官） 3名

### 內部部局

#### 大臣官房
- 官房長
- 總括審議官（総括審議官） 3名
- 政策評價審議官（政策評価審議官）
- 地域力創造審議官
- 審議官 14名
- 參事官（参事官） 14名
  - 秘書課
  - 總務課（総務課）
  - 會計課（会計課）
  - 籌劃課（企画課）
  - 政策評價宣傳課（政策評価広報課）

#### 人事恩給局
由原總務廳的人事局及恩給局因應2001年1月6日的中央省廳再編而統合成立。掌管籌劃及規劃與國家公務員相關的制度及恩給等。
- 次長 2名
- 總務課（総務課）
- 人事政策課
- 公務員高齡對策課（公務員高齢対策課）
- 恩給籌劃課（恩給企画課）
- 恩給審查課（恩給審査課）
- 恩給業務課（恩給業務課）
- 參事官（参事官） 5名

#### 行政管理局
掌管管理行政組織及人員編制、對增設及廢除獨立行政法人及特殊法人的審查、保護個人資料・推廣情報公開等事宜。
- 籌劃調整課（企画調整課）
- 行政資訊系統籌劃課（行政情報システム企画課）
- 管理官 8名

#### 行政評價局
負責評價及監督政策與行政、評價獨立行政法人、行政諮詢等。並擁有在各都道府縣的派出機構（管區行政評價局、行政評價事務所等）。
- 總務課（総務課）
- 行政諮詢課（行政相談課）
- 政策評價官（政策評価官）
- 評價監督官（評価監視官） 9名

#### 自治行政局
掌管地方自治制度、地方公務員制度及選舉制度。
- 行政課
- 市町村課
- 合併推廣課（合併推進課）
- 地域政策課
- 地域自立支援課（地域自立応援課）
- 公務員部
  - 公務員課
  - 福利課
- 選舉部（選挙部）
  - 選舉課（選挙課）
  - 管理課
  - 政治資金課

#### 自治財政局
負責保陪及調整地方交付稅制度及地方債制度等地方自治體財政來源。
- 財政課
- 調整課
- 交付稅課
- 地方債課
- 公營機構課（公営企業部）
- 財務調查課

#### 自治税務局
負責地方稅制的籌劃及規劃。
- 籌劃課（企画課）
- 都道府縣稅課（都道府県税課）
- 市町村稅課
- 固定資產稅課

#### 國際戰略局
前身即情報通訊政策局。掌管在情報通訊的政策上的國際策略及籌劃規劃等。
- 次長 1名
- 情報通訊政策課（情報通信政策課）
- 技術政策課
- 通信規格課
- 宇宙通信政策課
- 國際政策課（国際政策課）
- 國際經濟課（国際経済課）
- 國際合作課（国際協力課）
- 參事官（参事官） 3名

#### 情報流通行政局
掌管資訊流通及利用等，以及廣播行政相關的籌劃規劃與實施等事宜。
- - 總務課（総務課）
  - 資訊流通振興課（情報流通振興課）
  - 情報通訊作品振興課（情報通信作品振興課）
  - 情報通訊利用促進課（情報通信利用促進課）
  - 地域通訊振興課（地域通信振興課）
  - 廣播政策課（放送政策課）
  - 廣播技術課（放送技術課）
  - 地上廣播課（地上放送課）
  - 衛星廣播課（衛星放送課）
  - 地域廣播課（地域放送課）
- 郵政行政部

即原郵政行政局降格之組織。掌管確保日本郵政集團的業務及組織的合理營営等，並同時掌管郵政航班等事宜。
- - 籌劃課（企画課）
  - 郵政課（郵便課）
  - 儲蓄保險課（貯金保険課）
  - 郵政航班事業課（信書便事業課）

#### 綜合通訊基礎局
前身即原郵政省電子通訊局。該局以總務課為首，下設電子通訊事業部及電波部。
- 總務課（総務課）
- 電氣通信事業部（電子通訊事業部）
  - 事業政策課
  - 費用服務課（料金サービス課）
  - 數據通訊課（データ通信課）
  - 電子通訊技術系統課（電気通信技術システム課）
  - 高度通信網振興課
  - 消費者行政課
- 電波部
  - 電波政策課
  - 基幹通訊課（基幹通信課）
  - 移動通訊課（移動通信課）
  - 衛星移動通訊課（衛星移動通信課）
  - 電波環境課

#### 統計局
前身即原總務廳統計局，因應總務省而成立。該局以總務課為首，下設統計調查部。
- 總務課（総務課）
- 統計資訊系統課（統計情報システム課）
- 統計調查部
  - 調查籌劃課（調査企画課）
  - 國勢統計課（国勢統計課）
  - 經濟統計課（経済統計課）
  - 經濟基本構造統計課（経済基本構造統計課）
  - 消費統計課

#### 政策統括官（負責統計基準）
- 統計籌劃管理官（統計企画管理官）
  - 調查官
- 統計審查官（3名）
  - 調查官
- 國際統計管理官（国際統計管理官）
  - 國際研修合作官（国際研修協力官）
  - 國際統計籌劃官（国際統計企画官）

### 審議會
- 地方財政審議會（地方財政審議会）
- 國家地方爭執處理委員會（国地方係争処理委員会）：根據「地方自治法」而設置。
- 電子通訊事業紛爭處理委員會（電気通信事業紛争処理委員会）：根據「電子通訊事業法」而設置。
- 電波監理審議會（電波監理審議会）：根據「電波法」、「廣播法」、「有線電視廣播法」、與有線電台廣播業務的運用規範相關法律，以及「電子通訊服務利用廣播法」而設置。
- 獨立行政法人評價委員會（独立行政法人評価委員会）：根據「獨立行政法人通則法」而設置。
- 退休金審查會（恩給審査会）
- 政策評價及獨立行政法人評價委員會（政策評価・独立行政法人評価委員会）
- 情報通信審議會（情報通信審議会）
- 情報通信行政及郵政行政審議會（情報通信行政・郵政行政審議会）
- 年金業務及社會保險廳監察等委員會（年金業務・社会保険庁監視等委員会）
- 年金記錄確認中央第三者委員會（年金記録確認中央第三者委員会）
- 年金記錄確認地方第三者委員會（年金記録確認地方第三者委員会）：在各管區行政評價局、沖繩行政評價事務所、四國行政評價支局、各行政評價事務所、各行政評價分室に中均有設置

### 設施等機構
- 自治大學（自治大学校）
- 情報通訊政策研究所（情報通信政策研究所）
- 統計研修所

### 特別機構
- 中央選舉管理會（中央選挙管理会）
- 政治資金正當化委員會（政治資金適正化委員会）（2008年4月1日設置）
- 自治紛爭處理委員（自治紛争処理委員）

※日本學術會議（日本学術会議）從2005年4月1日起交由內閣府管理

### 地方支分部局
- 管區行政評價局（管区行政評価局）
- 綜合通訊局（総合通信局）

### 外局
- 公害等調整委員會
- 消防廳

※公平交易委員會從2003年4月9日起成為了內閣府的外局。

## 所管法人
2017年4月1日總務省主管之獨立行政法人有情報通信研究機構、統計中心、郵便貯金、簡易生命保險管理機構等三法人。其中，統計中心為行政執行法人（舊特定獨立行政法人），職員具有國家公務員一般職身分。
2018年4月1日主管之特殊法人有日本電信電話株式會社、東日本電信電話株式會社、西日本電信電話株式會社、日本放送協會、日本郵政株式會社、日本郵便株式會社等六法人。另與文部科學省共管放送大学学園。
2018年4月1日主管之特別法律設立民間法人（特別民間法人）有日本消防檢定協會、危險物保安技術協會、消防團員等公務災害補償等共濟基金與日本行政書士會聯合會等四法人。另外，地方公共團體為主體營運業務的法人（地方共同法人）有地方公務員災害補償基金、地方公共團體金融機構、地方公共團體情報系統機構、地方稅共同機構（預定2019年4月設立）等四法人。另外所管之地方公務員共濟組合有地方公務員共濟組合聯合會、全國市町村職員共濟組合聯合會、地方職員共濟組合、東京都職員共濟組合、札幌市職員共濟組合、橫濱市職員共濟組合、川崎市職員共濟組合、名古屋市職員共濟組合、京都市職員共濟組合、大阪市職員共濟組合、神戶市職員共濟組合、廣島市職員共濟組合、北九州市職員共濟組合、福岡市職員共済組合、都道府縣議會議員共濟會、市議会議員共濟會與町村議会議員共濟會共17法人。公立學校共濟組合由文部科學省管轄，警察共濟組合由警察廳管轄。

## 財政
2018年度（平成30年度）一般會計最初預算中的總務省所管預算為16兆0,969億1,850萬日圓。依組織區分，總務本省預算達16兆0,642億2,831萬3千日圓，佔全體約99.8%，管區行政評價局75億2,294万3千円，綜合通信局120億5,460萬1千日圓，公害等調整委員會5億5,467萬1千日圓，消防廳125億5,767萬2千日圓。本省預算中，地方交付稅交付金有15兆3,605億8,110萬日圓，地方特例交付金有1,544億日圓。
總務省與內閣府、財務省共管交付稅及讓與稅配付金特別會計。此外，國會、裁判所、會計檢查院、內閣、內閣府、復興廳、總務省、法務省、外務省、財務省、文部科學省、厚生勞動省、農林水產省、經濟產業省、國土交通省、環境省及防衛省共管東日本大震災復興特別會計。

## 職員
2017年7月1日總務省一般職在職人數共有4,728人（其中女性946人）。其中本省4,529人（女性926人）、公害等調整委員會33人（女性6人）、消防廳166人（女性14人）。
行政機關職員定員令所定之總務省員額為包含特別職1人在內共4,815人（平成30年9月30日以前為4,846人），其中本省4,608人（平成30年9月30日以前為4,639人），公害等調整委員會員額35人，消防廳172人。
總務省的一般職職員是非現業國家公務員，勞動基本權中的爭議權與團體協約締結權不受國家公務員法認可。由於具有團結權，職員可依國公法規定自由成立或加入勞動組合「職員團體」（國公法第108條之2第3項）。
2018年3月31日現在，人事院登錄的職員團體有三個單一體，2個支部。組合人數1,386人、組織率36.6%。主要的勞動組合有總務省人事、恩給局職員組合、全行管職員組合（全行管）、全自治職員組合、全情報通信勞動組合（全通信）與統計職員勞動組合（統計職組）。人事、恩給局與統計局是源自於舊總理府，因此人事、恩給局職組與統計職組是總理府勞連成員。總理府勞連、全行管與全通信是國公勞連（全勞連系）成員。

## 幹部
現任一般職幹部如下。
- 事務次官：黑田武一郎
- 總務審議官：長屋聰
- 總務審議官：谷脇康彦[17]
- 總務審議官：山田真貴子
- 大臣官房長：横田真二
- 行政管理局長：三宅俊光
- 行政評價局長：白岩俊
- 自治行政局長：高原剛
- 自治財政局長：內藤尚志
- 自治稅務局長：開出英之
- 國際戰略局長：卷口英司
- 情報流通行政局長：吉田眞人
- 綜合通信基盤局長：谷脇康彦
- 統計局長：佐伯修司
- 數位安全統括官：竹内芳明
- 政策統括官（統計基準擔當）（恩給擔當）：横田信孝
- 公害等調整委員會事務局長：相馬清貴
- 消防廳長官：林﨑理

### 歷代事務次官
| 代 | 姓名       | 出身       | 前職                      | 在任期間                                             | 卸任後職務 |
| -- | ---------- | ---------- | ------------------------- | ---------------------------------------------------- | --- |
| 1  | 嶋津昭     | 自治省     | 自治省財政局長            | 2001年（平成13年）1月6日- 2002年（平成14年）1月8日   | 全國知事會事務總長 地域綜合整備財團理事長 市町村職員中央研修所（市町村學院）院長、2019年世界盃橄欖球賽組織委員會事務總長 |
| 2  | 金澤薫     | 郵政省     | 總務審議官                | 2002年（平成14年）1月8日- 2003年（平成15年）1月17日  | 日本電信電話代表取締役副社長、日本電信電話顧問、財團法人日本ITU協會理事長、財團法人國際通信經濟研究所理事長 財團法人日本數據通信協會理事長、財團法人郵便貯金振興會理事長、財團法人海外通信、放送諮詢協力理事長                                                               |
| 3  | 西村正紀   | 行政管理廳 | 總務審議官                | 2003年（平成15年）1月17日- 2004年（平成16年）1月6日  | 會計檢查院長、城西大學監事 |
| 4  | 香山充弘   | 自治省     | 總務審議官                | 2004年（平成16年）1月6日- 2005年（平成17年）8月15日  | 學校法人自治醫科大學理事長、財團法人自治體國際化協會理事長、一般財團法人地方債協會會長 日本赤十字社理事 |
| 5  | 林省吾     | 自治省     | 消防廳長官                | 2005年（平成17年）8月15日- 2006年（平成18年）7月21日 | 財團法人地域創造理事長、市町村職員中央研修所（市町村學院）院長、Hagoromo食品株式會社監查役 |
| 6  | 松田隆利   | 行政管理廳 | 行政改革推進本部 事務局長 | 2006年（平成18年）7月21日- 2007年（平成19年）7月6日  | 國家公務員制度改革推進本部事務局次長、內閣官房長官補佐官、公害等調整委員會委員 |
| 7  | 瀧野欣彌   | 自治省     | 總務審議官                | 2007年（平成19年）7月6日- 2009年（平成21年）7月14日  | 內閣官房副長官（事務）、地方公共團體金融機構理事長、渥美坂井法律事務所·外國法共同事業客座律師 |
| 8  | 鈴木康雄   | 郵政省     | 總務審議官                | 2009年（平成21年）7月14日- 2010年（平成22年）1月15日 | 株式會社日本損害保險顧問、 一般財団法人日本ITU協会理事長 日本郵政取締役兼代表執行役上級副社長、日本郵便取締役 |
| 9  | 岡本保     | 自治省     | 總務審議官                | 2010年（平成22年）1月15日- 2012年（平成24年）9月11日 | 野村資本市場研究所顧問、一般財團法人自治體國際化協會 （CLAIR）理事長 |
| 10 | 小笠原倫明 | 郵政省     | 總務審議官                | 2012年（平成24年）9月11日- 2013年（平成25年）6月28日 | 一般財團法人日本ITU協會理事長、一般社團法人無人機駕駛協會理事 株式會社人大和證券集團本社取締役、株式會社SKY Perfect JSAT集團取締役、住友商事株式會社顧問、株式會社大和總研顧問、損害保險日本興亞株式會社顧問、一般社團法人世界貿易中心東京理事、一般社團法人日本緬甸協會理事 |
| 11 | 岡崎浩巳   | 自治省     | 消防廳長官                | 2013年（平成25年）6月28日- 2014年（平成26年）7月22日 | 地方公務員共濟組合聯合會理事長、一般社團法人地方公務員共濟組合協議會理事 世嘉飒美控股株式會社顧問、株式會社野村綜合研究所顧問、日本訪日外國人聯合會（日本インバウンド連合会）顧問                                                                                            |
| 12 | 大石利雄   | 自治省     | 消防廳長官                | 2014年（平成26年）7月22日- 2015年（平成27年）7月31日 | 一般財團法人地方財務協會理事長、學校法人自治醫科大學理事長、公益財團法人地域社會振興財團理事長 瑞穗綜合研究所顧問、金山町政策顧問 |
| 13 | 櫻井俊     | 郵政省     | 總務審議官                | 2015年（平成27年）7月31日- 2016年（平成28年）6月17日 | 一般財團法人全國地域情報化推進協會理事長、地域IoT官民網路共同代表 三井住友信託銀行株式會社顧問、每日新聞社每日Universal委員會委員 |
| 14 | 佐藤文俊   | 自治省     | 總務審議官                | 2016年（平成28年）6月17日- 2017年（平成29年）7月11日 | |
| 15 | 安田充     | 自治省     | 自治行政局長              | 2017年（平成29年）7月11日- 2019年（令和元年）7月5日  | |
| 16 | 鈴木茂樹   | 郵政省     | 總務審議官                | 2019年（令和元年）7月5日- 2019年（令和元年）12月20日 | 辞職（停職3月） |
| 17 | 黑田武一郎 | 自治省     | 總務審議官                | 2019年（令和元年）12月20日-                          | |

## 宣傳雜誌
總務省有發行其宣傳雜誌《總務省》 （页面存档备份，存于）。

## 外部連結
- 總務省 （页面存档备份，存于）